# Ẩm thực Hồng Kông

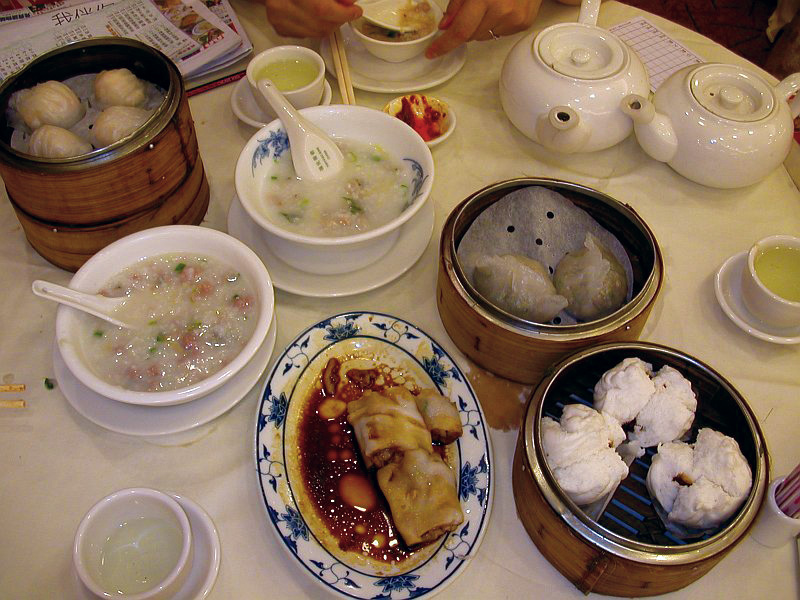
Điểm tâm Quảng Đông ở Hồng Kông

Ẩm thực Hồng Kông chủ yếu chịu ảnh hưởng của ẩm thực Quảng Đông, ẩm thực Trung Quốc không phải Quảng Đông (đặc biệt là Triều Châu, Khách Gia, Phúc Kiến, Giang Tô & Chiết Giang), thế giới phương Tây, Nhật Bản và khu vực Đông Nam Á, do quá khứ của Hồng Kông như là một thuộc địa của Anh và dài lịch sử là một thành phố thương mại quốc tế. Từ các quầy hàng bên đường để các nhà hàng cao cấp nhất, Hồng Kông cung cấp một loạt không giới hạn các món ăn của mọi tầng lớp. Sự kết hợp phức tạp và trình độ chế biến thực phẩm của các đầu bếp Hồng Kông đã mang lại cho Hồng Kông danh hiệu uy tín "Thiên đường của người sành ăn" và "Hội chợ Thực phẩm Thế giới".

## Bối cảnh
Hồng Kông hiện đại đã có một nền kinh tế chủ yếu dựa trên dịch vụ, và các doanh nghiệp nhà hàng đóng vai trò là những người đóng góp kinh tế chủ yếu. Với mật độ dân số trên mỗi km2 dày đặc thứ ba trên thế giới và phục vụ dân số 7.000.000 người, Hồng Kông có tới một ngành nhà hàng với độ cạnh tranh khốc liệt. Do kích thước địa lý nhỏ bé của mình, Hồng Kông có chứa một số lượng lớn các nhà hàng trên một đơn vị diện tích.
Với dân tộc Trung Hoa chiếm 94% dân số thường trú, đương nhiên ở nhà người ta ăn uống theo phong cách ẩm thực Trung Quốc. Một phần lớn của người Hoa ở Hồng Kông là người Quảng Đông, ngoài con số khá lớn của người Khách Gia, người Triều Châu và người Thượng Hải, và các món ăn tại nhà món Quảng Đông với hỗn hợp thường xuyên của 3 loại khác của các dân tộc. Gạo chủ yếu là lương thực chính cho bữa ăn gia đình. Các thực phẩm dùng chế biến thức ăn được chọn từ các cửa hàng tạp hóa địa phương và các cửa hàng sản phẩm độc lập, mặc dù siêu thị đã trở nên dần phổ biến hơn.
Nhà ở và bếp của các gia đình Hồng Kông có xu hướng nhỏ do mật độ dân số cao, và các món ăn truyền thống của Trung Hoa thường đòi hỏi các nguyên liệu tươi sống nhất, do đó người ta đi mua đồ thường xuyên và với số lượng nhỏ hơn so với cách người ta mua thực phẩm số lượng lớn ở phương Tây. Đi ăn tiệm cũng rất phổ biến, bởi vì người ta thường quá bận rộn không thể nấu ăn trong điều kiện tuần làm việc 47 tiếng.